# ماگاینی
ماگاینی (به لاتین: Magayny) یک منطقه مسکونی در جمهوری آذربایجان است که در شهرستان شکی واقع شده‌است.